# Blepephaeus niasicus
Blepephaeus niasicus är en skalbaggsart som beskrevs av Stefan von Breuning 1950. Blepephaeus niasicus ingår i släktet Blepephaeus och familjen långhorningar. Inga underarter finns listade.